# Tour della nazionale maschile di rugby a 15 del Sudafrica 1960-1961
La nazionale di rugby XV del Sudafrica si presenta in Europa per un lungo tour, come tradizione voleva all'epoca, nell'ottobre del 1960. trentaquattro partite in programma in tre mesi e mezzo con 5 test-match ufficiali e la sfida con i Barbarians.
È la quinta tournée ufficiale in Europa per i Boks
Capitano designato è Avril Malan, che per molti anni sarà deterrà il record di più giovane leader della nazionale sudafricana. Ma la stella della squadra era Frik du Preez seconda-terza linea, abilissimo però anche nel gioco al piede e nei calci piazzati. (14 trasformazioni e 7 punizioni nel tour)
Alla fine saranno 31 le vittorie con una sola sconfitta e due pareggi. Sconfitta maturata a Cardiff contro i Barbarians in una partita in cui i Sudafricani, ormai a fine tournée si presentarono con molti infortunati dopo mesi di battaglie e 4 vittorie contro le sfide contro gli Inglesi. Insolito fu invece il risultato contro la Francia: 0-0

## Risultati
Lista degli incontri disputati (incompleta)
| Brighton 22 ottobre 1960 | Southern Counties | 9 – 29 | Sudafrica XV |  |

| Oxford 26 ottobre 1960 | Università di Oxford | 5 – 24 | Sudafrica XV | Iffley Road |

| Cardiff 29 ottobre 1960 | Cardiff RFC | 0 – 13 | Sudafrica XV | National Stadium |

| Cross Keyss 2 novembre 1960 | Pontypool RFC | 3 – 30 | Sudafrica XV |  |

| Leicester 5 novembre 1960 | Midland Counties | 3 – 3 | Sudafrica XV |  |

| Cambridge 9 novembre 1960 | Università di Cambridge | 0 – 12 | Sudafrica XV |  |

| Londra 12 novembre 1960 | London Counties | 3 – 20 | Sudafrica XV | Twickenham Stadium |

| Glasgow 16 novembre 1960 | Glasgow & Edinburgh | 11 – 16 | Sudafrica XV |  |

| Hawick 19 novembre 1960 | South of Scotland | 3 – 19 | Sudafrica XV |  |

| Manchester 23 novembre 1960 | North West Counties | 0 – 11 | Sudafrica XV |  |

| Swansea 26 novembre 1960 | Swansea RFC | 3 – 19 | Sudafrica XV | St. Helen's |

| Ebb Wale 29 novembre 1960 | Ebbw Wale | 0 – 3 | Sudafrica XV |  |

| Arbitro: | James Taylor |

| |            | |
| | Marcatori  | c.p.: Oxlee |
| Terry Davies (cap) Denis Evans Cyril Davies Meirion Roberts Dewi Bebb Ken Richards Tony O'Connor Ray Prosser Bryn Meredith Kingsley Jones Danny Harris Roddy Evans Glyn Davidge John Leleu David Nash | Formazioni | Lionel Wilson Jannie Engelbrecht John Gainsford Ian Kirkpatrick Mannetjie Roux Keith Oxlee Piet Uys Fanie Kuhn Ronnie Hill Spiere du Toit Avril Malan (c)Johan Claassen Hugo van Zyl Martin Pelser Doug Hopwood |

| Camborne 7 dicembre 1960 | South Western Counties | 9 – 21 | Sudafrica XV |  |

| Gloucester 10 dicembre 1960 | Western Counties | 0 – 42 | Sudafrica XV |  |

| Llanelli 13 dicembre 1960 | Llanelli RFC | 0 – 21 | Sudafrica XV | Stradey Park |

| Arbitro: | Gwilym Treharne |

| |            | |
| c.p.: Kiernan | Marcatori  | mete: Gainsford, Hennie van Zyl trasf.: Lockyear |
| Tom Kiernan Walter Bornemann Jerry Walsh Cecil Pedlow Niall Brophy William Armstrong Andy Mulligan Syd Millar Ronnie Dawson (cap) Gordon Wood Bill Mulcahy Michael Culliton Noel Murphy James Kavanagh Patrick O'Sullivan | Formazioni | Lionel Wilson Jannie Engelbrecht John Gainsford Ian Kirkpatrick Hennie van Zyl Keith Oxlee Dick Lockyear Fanie Kuhn Ronnie Hill Spiere du Toit Avril Malan (c) Johan Claassen Hugo van Zyl Martin Pelser Attie Baard |

| Cork 21 dicembre 1960 | Munster Rugby | 3 – 9 | Sudafrica XV |  |

| Londra 26 dicembre 1960 | Combined Services | 5 – 14 | Sudafrica XV | Twickenham Stadium |

| Birmingham 28 dicembre 1960 | Midland Counties | 5 – 16 | Sudafrica XV |  |

| Gosforth 31 dicembre 1960 | North Eastern Counties | 9 – 21 | Sudafrica XV |  |

| Bournemouth 3 gennaio 1961 | South Eastern Counties | 0 – 24 | Sudafrica XV |  |

| Arbitro: | Gwilym Treharne |

| |            | |
| | Marcatori  | mete: Hopwood trasf.: du Preez |
| 15 Don Rutherford 14 John Young 13 Bill Patterson 12 Mike Weston 11 James Roberts 10 Bev Risman 9 Dickie Jeeps (cap) 8 William Morgan 7 Laurance Rimmer 6 Peter Robbins 5 M. Currie 4 David Marques 3 Peter Wright 2 Stanley Hodgson 1 Ron Jacobs | Formazioni | 15 Lionel Wilson 14 Jannie Engelbrecht 13 John Gainsford 12 Ian Kirkpatrick 11 Hennie van Zyl 10 Dave Stewart 9 Piet Uys 8 Doug Hopwood 7 Frik du Preez 6 Hugo van Zyl 5 Johan Claassen 4 Avril Malan (c) 3 Spiere du Toit 2 Abie Malan 1 Fanie Kuhn |

| Arbitro: | L. Boundy |

| |            | |
| mete: AR Smith trasf.: Scotland | Marcatori  | mete: Claassen, Hopwood c.p.: du Preez 2 |
| 15 Ken Scotland 14 Arthur Smith (c) 13 Edward McKeating 12 George Stevenson 11 Ronald Thomson 10 Iain Laughland 9 Brian Shillinglaw 8 John Douglas 7 Kenneth Ross 6 Ken Smith 5 Mike Campbell-Lamerton 4 Frans Bos 3 David Rollo 2 Norman Bruce 1 Hugh McLeod | Formazioni | 15 Dave Stewart 14 Jannie Engelbrecht 13 John Gainsford 12 Ian Kirkpatrick 11 Hennie van Zyl 10 Keith Oxlee 9 Piet Uys 8 Doug Hopwood 7 Frik du Preez 6 Hugo van Zyl 5 Johan Claassen 4 Avril Malan (c) 3 Spiere du Toit 2 Abie Malan 1 Fanie Kuhn |

| Belfast 28 gennaio 1961 | Ulster Rugby | – | Sudafrica XV | Ravenhill |

| Cardiff 4 febbraio 1961 | Barbarians | 6 – 0 | Sudafrica | National Stadium |

| Arbitro: | Gwynne Walters |

| |            | |
| 15 Michel Vannier 14 Henri Rancoule 13 Guy Boniface 12 Jacques Bouquet 11 Jean-Vincent Dupuy 10 Pierre Albaladejo 9 Pierre Lacroix 8 Michel Celaya 7 Francois Moncla (c) 6 Michel Crauste 5 Jean-Pierre Saux 4 Gerard Bouguyon 3 Alfred Roques 2 Jean de Gregorio 1 Amedee Domenech | Formazioni | 15 Lionel Wilson 14 Jannie Engelbrecht 13 John Gainsford 12 Ian Kirkpatrick 11 Mike Antelme 10 Dave Stewart 9 Dick Lockyear 8 Doug Hopwood 7 Martin Pelser 6 Hugo van Zyl 5 Johan Claassen 4 Avril Malan (cap) 3 Spiere du Toit 2 Abie Malan 1 Fanie Kuhn |